# Гундоровский Георгиевский полк
Гундоровский Георгиевский полк — казачье войсковое подразделение времён Гражданской войны в России. Назван в честь станицы Гундоровской (ныне город Донецк Ростовской области).

## История

### В Донской армии и ВСЮР
Сформирован в апреле 1918 года на основе 10-го Донского казачьего полка Русской императорской армии. Эта военная часть состояла преимущественно из георгиевских кавалеров (как Георгиевского ордена, так и Георгиевского креста) Первой мировой войны, были тут и обладатели полного «банта» Георгиевского креста. Донским атаманом полку было присвоено звание Георгиевского, и в качестве отличительного знака «гундоровцы» стали носить в петлицах и на папахах георгиевские ленты. Под стать было и полковое знамя.
Это был образцовый казачий полк, слава о котором гремела по всей Донской армии, вселяя красным страх.

«К осени 1918 года только в таких частях, как Гундоровский Георгиевский полк, спайка была крепкая, но в Донской армии их было не много»
 М. А. Шолохов.

«Имя гундоровцев было так известно большевикам, что при встрече с казаками красноармейцы спрашивали: „Гундоровцы?“ и, получив утвердительный ответ, сдавались безропотно. Это действительно был особенный полк. Великолепно одетый в новые шинели, серые папахи и обутый в прекрасные сапоги, с петлицами из георгиевских лент на шинелях и на воротниках защитных мундиров, с донскими синими погонами с номером того полка, в котором в германскую войну служил казак (преимущественно 10-го), за редким исключением все георгиевские кавалеры за германскую войну, иные имевшие по 2, по 3 и по 4 креста, эти люди отличались не только мужеством и храбростью, но и необычайным товариществом»
 П. Н. Краснов.

«Где Гундоровцы, там всегда успех, всегда победа, масса пленных, огромные трофеи. Пополнений от штаба полк не искал. Его родная станица непосредственно слала таковые.
Служить в Гундоровском полку считалось честью. Раненые, не успев еще оправиться, уже спешили вернуться в полк. Видеть Гундоровцев в тылу можно было очень редко. Они не любили тыла. В общем, полк был особенный, особенной была и его организация: 1500-2000 штыков, 300-400 шашек и полковая батарея, все в образцовом порядке и прекрасном виде. В наиболее опасных местах, в наиболее критические моменты, Гундоровцы всегда выручали. Пройдут десятки лет и память о Гундоровцах оживет. Она ярко воскреснет в легендах…»
 генерал-майор И. А. Поляков.

### В Русской армии Врангеля
Гундоровский полк практически полностью погиб в жестокой битве с превосходящими силами Красной армии летом 1920 года в Северной Таврии, однако знамя и часть личного состава были сохранены. Полк был вновь сформирован 22 мая 1921 года согласно приказу по Донскому корпусу от 18 мая 1921 года № 87 на базе 2-й Донской казачьей бригады. Вначале он размещался на острове Лемнос, затем передислоцировался в Болгарию (София и Стара-Загора). В эмиграции Гундоровский Георгиевский полк был возрожден сначала как боевая единица, а затем — как «рабочий» полк.
Осенью 1925 года он насчитывал 854 человек, в том числе 318 офицеров.
После преобразования Русской Армии в РОВС полк до 1930-х годов представлял собой, несмотря на распыление его чинов по разным странам, кадрированную часть.
В 1940-е годы его командиры стали коллаборационистами. Представитель Донского атамана в Болгарии, заместитель командира Гундоровского полка Дмитрий Дмитриевич Неживов после нападения Германии на СССР подписал обращение в поддержку «освободительного похода Адольфа Гитлера». Командир полка генерал-майор Иван Никитич Коноводов вёл пропагандистскую работу в казачьих частях вермахта. В газете «На казачьем посту» № 17 от 1 января 1944 года была помещена статья Коноводова, в которой он утверждал: «Казачий вопрос в принципе разрешён, и казачество принято под покровительство Вождём новой Европы Адольфом Гитлером и его армии, с которой мы спаяны кровью на полях сражений. Всем казакам надлежит:
– Всякие споры и пререкания прекратить, ибо они теперь бесплодны. Казачий вопрос ясен.
– Слиться в единую монолитную братскую казачью семью.
– Каждому казаку на всех путях военного и гражданского сотрудничества всеми силами и средствами помогать властям, поставленным фюрером.
– Казакам, не состоящим в армии, вести пропаганду за идеалы нового порядка в Европе.
Тем казакам, у которых ещё не застыла кровь казачья, быть каждую минуту готовыми стать на святое место в строй».

### Интересный факт
Тульская пешая бригада, в сентябре 1919 года участвовавшая в боях под Воронежем, весной 1920 года была эвакуирована из Новороссийска и в эмиграции расформирована. Остатки её были влиты в пеший Гундоровский Георгиевский полк.
- Знамя полка

## Командиры
- Гусельщиков, Адриан Константинович с 25 мая по 1 октября 1918
- Коноводов, Иван Никитич октябрь 1918 - февраль 1919
- Фолометов Василий Васильевич март 1919 г.
- Закотнов Дмитрий Никанорович апрель 1919.
- Фетисов Порфирий Филиппович до 23.05.1919
- Шевырёв, Фёдор Иосифович 1919
- Фицхелауров Александр Петрович 24.03 – 1.05.1920
- Шведов Григорий Ефимович октябрь 1920
- Усачев Александр Николаевич октябрь 1920
- Коноводов, Иван Никитич 1928 - 1944.